# Domaniew (powiat sieradzki)
Domaniew – wieś w Polsce położona w województwie łódzkim, w powiecie sieradzkim, w gminie Błaszki.
W latach 1975–1998 miejscowość należała administracyjnie do województwa sieradzkiego.

## Zabytki
Według rejestru zabytków Narodowego Instytutu Dziedzictwa na listę zabytków wpisany jest obiekt:
- dwór, pocz. XX w., nr rej.: 357/A z 8.01.1988